# Scharf Móric
Scharf Móric, utóneve régies helyesírással Móricz, Móritz (Tiszaeszlár, 1868. augusztus 30. – Amszterdam, 1929. március 29.) élete nagy részét Hollandiában töltő, magyarországi zsidó származású gyémántköszörűs. Szélesebb körű ismertségét annak köszönheti, hogy 1882–1883-ban, alig 13-15 éves korában ő volt a tiszaeszlári vérvád koronatanúja.

## Élete
Scharf 1868-ban született az Északkelet Magyarországon fekvő Tiszaeszlár faluban zsidó családban. Születési idejéről nem maradt fenn hiteles anyakönyv, ismerőseinek bemondása alapján került később rögzítésre a dátum.
Neve egyetlen egy okból maradt fenn az utókorra. 1882-ben, Solymosi Eszter tiszaeszlári fiatalkorú cselédlány rejtélyes eltűnése és feltehetően halála kapcsán az akkor még alig 13 éves Scharf a zsidóságra nézve terhelő nyilatkozatot tett, tulajdonképpen gyilkossággal vádolta saját izraelita környezetét.
Scharfot ezt követően koronatanúvá minősítették, és szülei előzetes letartóztatása miatt gyámság alá helyezték. Némely nézetek szerint őrizete alatt nyomást gyakoroltak rá, hogy még inkább zsidóellenes irányban tartsa vallomásait a későbbi jogi ügymenetek során.
Scharf a pert követően, először Budapestre, majd még 1883-ban Hollandiába költözött, kitanulta a gyémántköszörűs szakmát, és élete végéig ezzel foglalkozott. Édesapjával későbbi állítása szerint annak halála előtt kibékült, de a perrel kapcsolatban nem beszéltek. Magyarországra a források szerint 1905-ben látogatott el egy rövid időre.
Hollandiában nősült, felesége Eengeline Haas volt, akivel 1902 körül ismerkedett meg, és 1906-ban házasodott össze az Egyenlőség zsidó politikai hetilap értesülése szerint. Esetleges gyermekéről nem szólnak a források.
Halála előtt két évvel, 1927-ben Szabolcsi Lajos (1889–1943), Szabolcsi Miksa (1857–1915), a tiszeszlári per egyik újságírójának fia még találkozott vele hollandiai utazása során. Szabolcsi nem sokkal később publikálta is Scharf állítólagos visszaemlékezését. Ez Kövér György történész, akadémiai tag meglátása szerint nem biztos, hogy mindenben Scharf álláspontját tükrözi.
Scharf 1929. március 29-én hunyt el Amszterdamban 60 éves korában az Egyenlőség információi alapján. (A Magyar zsidó lexikon feltehetően tévesen teszi halálát 1924-re.) Szabolcsi Lajos így méltatta: „egy szerencsétlen, megtévesztett gyermek [volt], tehetetlen eszköz hatalmas, befolyásos emberek kezében, akik jó szóval, vagy rémítéssel arra akarták rávenni a szerencsétlen gyereket, hogy önnön apjának vágja szemébe a legszörnyűbb, a legrettenetesebb vádat, és a zsidóság százezreit tegye ki gyanúnak, megvetésnek”.

## Egyéb irodalom
- Kövér György: Önéletrajzi hamisítvány, avagy csalóka emlékezet. Scharf Móric önéletírása, Aetas, 22. évfolyam (2007), 2. sz., 106-122. o.
- Blutman László: A rejtélyes tiszaeszlári per, Osiris Kiadó, Budapest, 2017, ISBN 9789632762937
- Bary József: A tiszaeszlári bűnper, reprint kiadás, Gede Testvérek, Budapest, 1999. Online elérés a Magyar Társadalomtudományok Digitális Archívuma honlapján.
- Eötvös Károly: A nagy per, mely ezer éve tart és még sincs vége, Révai Kiadó, Budapest, 1904 Online elérés a Magyar Társadalomtudományok Digitális Archívuma honlapján.
- Mikszáth Kálmán: Scharf Móric a közigazgatás kezén In: Mikszáth Kálmán összes művei 66. kötet, 1883, Tárcák, cikkek, táviratok a nyíregyházi tárgyalásról
- Pethő Tibor: a magyar eszmetörténet rendkívül kényes kérdése[halott link] (magyarnemzet.hu, 2018. jan. 22.)